# Tamura Naohiro
Naohiro Tamura (sinh ngày 3 tháng 7 năm 1978) là một cầu thủ bóng đá người Nhật Bản.

## Sự nghiệp câu lạc bộ
Naohiro Tamura đã từng chơi cho Gamba Osaka, Sagan Tosu và Ehime FC.